# Code Decaen
Le Code Decaen est un code juridique publié en 1804  par Charles-Mathieu-Isidore Decaen, alors gouverneur général des Mascareignes. Il regroupe les textes juridiques relatifs à l'esclavage aux Mascareignes en mettant à jour le Code Delaleu paru en 1777, lui-même une reprise des Lettres patentes de 1723 transposant le Code noir antillais dans la région.